# Elkov-Kasper
Elkov-Kasper is een wielerploeg die een Tsjechische licentie heeft. De ploeg bestaat sinds 2000 en heeft sinds 2005 de status van een continental team, uitgezonderd 2008 en 2009 toen het de status van professioneel continental team had. De ploeg bestaat voornamelijk uit jongere Tsjechen.

## Ploegnamen
| Jaar                                                                                           | Naam | UCI-code                      |
| ---------------------------------------------------------------------------------------------- | --- | ----------------------------- |
| 2000 2001-2003 2004-2005 2006-2007 2008-2011 2012 2013-2014 2015-2016 2017-2019 2020 2021-2025 | PSK-Unit Expert PSK-Remerx PSK Whirlpool PSK Whirlpool-Hradec Kralove PSK Whirlpool-Author Whirlpool-Author Bauknecht-Author Whirlpool-Author Elkov-Author Elkov-Kasper | 0 PSK WHI BAU WHI ELA ELK EKA |

## Renners
N.B. alleen renners met een eigen artikel op wikipedia zijn hier vermeld.

## Overwinningen
2000
10e etappe Vredeskoers: Ondřej Sosenka
1e etape Ronde van Servië: Petr Herman
4e etape Ronde van Servië: Lubor Tesař
5e etape Ronde van Servië: Lubor Tesař
1e etappe Ronde van Slowakije: Lubomír Kejval
2e etappe Ronde van Slowakije: Lubomír Kejval
2001
2e etappe Ronde van Slowakije: František Trkal
2e etappe Ronde van Slowakije: Lubomír Kejval
Eindklassement Ronde van Slowakije: František Trkal
2003
6e etappe Bałtyk-Karkonosze-Tour: František Raboň
2004
9e etappe Ronde van Marokko: František Raboň
1e etappe Ronde van Małopolska: Ondrej Fadrný
Eindklassement Ronde van Małopolska: Ondrej Fadrný
GP Příbram: Ondrej Fadrný
2e etappe Ronde van Slowakije: Martin Riška
4e etappe Ronde van Slowakije: František Raboň
2005
4e etappe Paths of King Nikola: František Raboň
Grand Prix Bradlo: Martin Riška
1e etappe Ronde van Małopolska: František Raboň
1e etappe Ronde van Slowakije: Martin Riška
4e etappe deel A Ronde van Slowakije (ITT): František Raboň
5e etappe Ronde van Slowakije: Radek Blahut
Memoriał Andrzeja Trochanowskiego: František Raboň
2006
1e etappe Istrian Spring Trophy: Jan Faltýnek
2e etappe Istrian Spring Trophy: Martin Riška
1e etappe Ronde van Griekenland: Martin Riška
4e etappe Ronde van Turkije: Georgios Tentsos
Memoriał Henryka Łasaka: Petr Benčík
4e etappe deel B Ronde van Slowakije (ITT): Stanislav Kozubek
7e etappe Ronde van Slowakije: Radek Blahut
9e etappe Ronde van Slowakije: Tomáš Bucháček
2007
2e etappe Circuit des Ardennes: Tomáš Bucháček
2e etappe Ronde van Loir-et-Cher: Tomáš Bucháček
GP Palma: Petr Benčík
7e etappe Ronde van het Qinghaimeer: Martin Mareš
Praag-Karlovy Vary-Praag: Stanislav Kozubek
2008
2e etappe Szlakiem Grodòw Piastowskich: André Schulze
1e etappe Koers van de Olympische Solidariteit: André Schulze
6e etappe Koers van de Olympische Solidariteit: André Schulze
2009
3e etappe Ronde van Turkije: André Schulze
1e etappe Koers van de Olympische Solidariteit: Matthias Friedemann
5e etappe Koers van de Olympische Solidariteit: Danilo Hondo
3e etappe Ronde van Saksen: Patrik Sinkewitz
Eindklassement Ronde van Saksen: Patrik Sinkewitz
3e etappe Ronde van Portugal: Patrik Sinkewitz
8e etappe Ronde van Portugal: Danilo Hondo
Praag-Karlovy Vary-Praag: Danilo Hondo
2010
Memoriał Henryka Łasaka: André Schulze
4e etappe Szlakiem Grodòw Piastowskich: André Schulze
1e etappe Ronde van Opper-Oostenrijk: Leopold König
Eindklassement Ronde van Opper-Oostenrijk: Leopold König
2e etappe Koers van de Olympische Solidariteit: André Schulze
3e etappe Koers van de Olympische Solidariteit: André Schulze
6e etappe Koers van de Olympische Solidariteit: André Schulze
Proloog Ronde van Tsjechië: André Schulze
2e etappe Ronde van Tsjechië: Leopold König
Eindklassement Ronde van Tsjechië: Leopold König
Proloog Ronde van Mazovië: Martin Hebík
3e etappe Ronde van Bulgarije: Leopold König
2011
4e etappe Ronde van Loir-et-Cher: Tomáš Bucháček
1e etappe Ronde van Opper-Oostenrijk: Petr Benčík
Eindklassement Ronde van Opper-Oostenrijk: Petr Benčík
1e etappe Koers van de Olympische Solidariteit: Tomáš Bucháček
Eindklassement Ronde van Tsjechië: Stanislav Kozubek
2012
1e etappe Ronde van Tsjechië (TTT): *
* Bucháček, Hudeček, Jurčo, Kozubek, Padour, Polnický, Prete
4e etappe Ronde van Tsjechië: Matej Jurčo
Eindklassement Ronde van Tsjechië: František Padour
2014
1e etappe Vredeskoers U23: Przemysław Kasperkiewicz
2e etappe Ronde van Opper-Oostenrijk: Paweł Cieślik
Grand Prix Královéhradeckého kraje: Paweł Cieślik
2015
Memoriał Romana Siemińskiego: Alois Kaňkovský
Visegrad 4 Bicycle Race - GP Hongarije: Alois Kaňkovský
Visegrad 4 Bicycle Race - GP Slowakije: Alois Kaňkovský
3e etappe Koers van de Olympische Solidariteit: Alois Kaňkovský
Memoriał Henryka Łasaka: Alois Kaňkovský
1e etappe Ronde van Oost-Bohemen: Alois Kaňkovský
2016
Memoriał Andrzeja Trochanowskiego: Alois Kaňkovský
2e etappe CCC Tour-Grody Piastowskie: Alois Kaňkovský
Memorial Grundmanna I Wizowskiego: Vojtěch Hačecký
Puchar Ministra Obrony Narodowej: Alois Kaňkovský
2017
Visegrad 4 Bicycle Race - GP Slowakije: Alois Kaňkovský
Memoriał Andrzeja Trochanowskiego: Alois Kaňkovský
Memoriał Romana Siemińskiego: Alois Kaňkovský
3e etappe Koers van de Olympische Solidariteit: Alois Kaňkovský
1e etappe Ronde van Mazovië: Alois Kaňkovský
4e etappe Ronde van Mazovië: Alois Kaňkovský
Eindklassement Ronde van Mazovië: Alois Kaňkovský
1e etappe Ronde van Tsjechië (TTT): *
* Bucháček, Černý, Cieślik, Hačecký, Hunal, Kukrle, Polnický, Šorm
3e etappe Ronde van Tsjechië: Josef Černý
Eindklassement Ronde van Tsjechië: Josef Černý
Puchar Ministra Obrony Narodowej: Alois Kaňkovský
Eindklassement Ronde van Zuid-Bohemen: Josef Černý
2018
2e etappe Ronde van Loir-et-Cher: Alois Kaňkovský
Visegrad 4 Bicycle Race - GP Tsjechië: Alois Kaňkovský
Memoriał Andrzeja Trochanowskiego: Alois Kaňkovský
Memoriał Romana Siemińskiego: Alois Kaňkovský
2e etappe CCC Tour-Grody Piastowskie: Alois Kaňkovský
Proloog Grote Prijs van Gemenc: Michael Kukrle
2e etappe Grote Prijs van Gemenc: Alois Kaňkovský
3e etappe Ronde van Mazovië: Alois Kaňkovský
3e etappe Ronde van Tsjechië: Michael Kukrle
2e etappe Ronde van Zuid-Bohemen: Alois Kaňkovský
4e etappe Ronde van Zuid-Bohemen: Josef Černý
Eindklassement Ronde van Zuid-Bohemen: Michael Kukrle
2019
Trofej Umag: Alois Kaňkovský
Eindklassement Ronde van Loir-et-Cher: Jan Bárta
Visegrad 4 Bicycle Race - GP Polen: Alois Kaňkovský
Memoriał Andrzeja Trochanowskiego: Alois Kaňkovský
Memoriał Romana Siemińskiego: Alois Kaňkovský
Visegrad 4 Bicycle Race - GP Slowakije: Alois Kaňkovský
3e etappe Ronde van Bihor: Alois Kaňkovský
Proloog Ronde van Hongarije: Jan Bárta
3e etappe deel B Ronde van Hongarije: Alois Kaňkovský
3e etappe Ronde van de Elzas: Michal Schlegel
2020
3e etappe Ronde van Mazovië: Michael Kukrle
Eindklassement Ronde van Mazovië: Michael Kukrle
2021
1e etappe Ronde van Małopolska: Michal Schlegel
Eindklassement Ronde van Małopolska: Michal Schlegel
2e etappe Ronde van Opper-Oostenrijk: Michal Schlegel
4e etappe Koers van de Olympische Solidariteit: Jan Bárta
Eindklassement Koers van de Olympische Solidariteit: Jan Bárta
Visegrad 4 Bicycle Race - Kerekparverseny: Michal Schlegel
Visegrad 4 Bicycle Race - GP Tsjechië: Adam Ťoupalík
Memoriał Henryka Łasaka: Michael Kukrle
2022
2e etappe Circuit des Ardennes: Michael Kukrle
1e etappe Ronde van Loir-et-Cher: Daniel Babor
Eindklassement Ronde van Loir-et-Cher: Michael Kukrle
1e etappe Tour du Pays de Montbéliard: Michael Kukrle
Eindklassement Tour du Pays de Montbéliard: Michael Kukrle
Visegrad 4 Bicycle Race - GP Tsjechië: Adam Ťoupalík
Visegrad 4 Bicycle Race - Kerekparverseny: Adam Ťoupalík
Memorial Jana Magiery: Michael Boroš
2e etappe Ronde van Roemenië: Daniel Babor
4e etappe Ronde van Roemenië: Jakob Otruba
5e etappe Ronde van Roemenië: Daniel Babor
2023
Trofej Umag: Adam Ťoupalík
GP Goriška & Vipava Valley: Adam Ťoupalík
GP Vorarlberg: Michael Boroš
Visegrad 4 Bicycle Race - Kerekparverseny: Adam Ťoupalík
Visegrad 4 Bicycle Race - GP Tsjechië: Adam Ťoupalík
Proloog Grote Prijs van Gemenc: Filip Řeha
Eindklassement Grote Prijs van Gemenc: Filip Řeha
Jongerenklassement Grote Prijs van Gemenc: Filip Řeha
4e etappe Ronde van Tsjechië: Adam Ťoupalík
2024
3e etappe Istrian Spring Trophy: Matěj Zahálka
Kirschblütenrennen: Lukáš Kubiš
Visegrad 4 Bicycle Race - GP Polen: Lukáš Kubiš
1e etappe Ronde van Roemenië: Lukáš Kubiš
Puntenklassement: Lukáš Kubiš
2025
Jongerenklassement Ronde van Griekenland: Tomáš Přidal
Bergklassement Kreiz Breizh Elites: Tomáš Přidal

### Kampioenschappen
2000: Tsjechië, tijdrit: Ondřej Sosenka
2000: Tsjechië, wegwedstrijd: Lubomír Kejval
2004: Slowakije, wegwedstrijd: Martin Riška
2005: EK, wegwdstrijd: František Raboň
2006: Tsjechië, wegwedstrijd: Stanislav Kozubek
2007: Tsjechië, tijdrit: Stanislav Kozubek
2007: Tsjechië, wegwedstrijd: Tomáš Bucháček
2007: Griekenland, tijdrit: Georgios Tentsos
2008: Tsjechië, wegwedstrijd: Petr Benčík
2009: Tsjechië, wegwedstrijd: Martin Mareš
2010: Tsjechië, wegwedstrijd: Petr Benčík
2011: Tsjechië, tijdrit: Jiří Hudeček
2011: Tsjechië, wegwedstrijd: Petr Benčík
2014: Tsjechië, tijdrit U23: David Dvorsky
2018: Tsjechië, tijdrit: Josef Černý
2018: Tsjechië, tijdrit U23: Jakob Otruba
2018: Tsjechië, wegwedstrijd: Josef Černý
2019: Tsjechië, tijdrit: Jan Bárta
2019: Tsjechië, tijdrit U23: Jakob Otruba
2019: Tsjechië, wegwedstrijd: František Sisr
2020: Tsjechië, tijdrit U23: Jakob Otruba
2020: Tsjechië, wegwedstrijd: Adam Ťoupalík
2021: Tsjechië, wegwedstrijd: Michael Kukrle
2022: Tsjechië, tijdrit: Jan Bárta
2022: Tsjechië, wegwedstrijd: Matěj Zahálka
2023: Tsjechië, wegwedstrijd U23: Daniel Mráz
2024: Slowakije, tijdrit: Lukáš Kubiš
2024: Slowakije, wegwedstrijd: Lukáš Kubiš
2024: Tsjechië, tijdrit U23: Daniel Rubeš
2024: Tsjechië, wegwedstrijd: Tomáš Přidal